# أسعد خليفة
أسعد خليفة ممثل ومدبلج ومقدم برامج أردني يمتلك صوت مميز.ولد العام 1957. نال دبلوم اللغة العربية من الكلية الجامعية المتوسطة العام 1977 , وهو عضو نقابة (رابطة) الفنانين الأردنيين.

## أعماله
- العديد من الأعمال الإذاعية في إذاعة المملكة الأردنية الهاشمية
- مسرحية «تغريبة زريف الطول» 1988
- مسرحية «وجه بملايين العيون» 1988
- مسرحية «رجل في مهمة» 1988
- لبنى السريعة 1988
- مسرحية «الخيط» 1990
- مهرجان المسرح
- أعمال وثائقية تلفزيونية كان معلقا.
- مسلسل عمر دبلج صوت الخليفة عمر بن الخطاب.
- فيلم المأرز من إنتاج الرئاسة العامة لشؤون المسجد الحرام والمسجد النبوي [1]2016
- فيلم بلال، وقام بأداء صوت الصحابي حمزة بن عبد المطلب